# 松田好花
松田好花（日语：／ Matsuda Konoka */?，1999年4月27日—）是日本偶像藝人，為女子偶像組合日向坂46成員，京都府出身，所屬經紀公司為Seed & Flower。2017年以平假名櫸坂46二期生身分出道。

## 早年生活
1999年4月27日，松田出生於京都府。3岁時開始學習芭蕾舞。中學时參加了和太鼓社，高中時則參加了輕音樂社。

## 經歷
2017年8月13日，松田通過平假名櫸坂46追加成員徵選，並在15日首次披露。12月12日，於幕張展覽館舉行的「平假名櫸坂46 平假名全國巡演2017 FINAL！」中首次公開亮相。
2018年3月，從高中畢業。10月4日至8日，於舞台劇《七色鸚哥》中擔任女主角。这是繼平假名櫸坂46全員參與的《AYUMI》之后第二次參演舞台劇，並且是團體中首位個人身份出演舞台剧的成员。
2019年4月18日，开始與柿崎芽實作為常規嘉賓一同出演NHK教育頻道的節目《高中講座〈社會與信息〉》。
2020年9月21日，營運方宣布松田將住院專心治療眼科疾病，並暫停活動。松田亦在部落格上告知此事。10月2日，宣布已經出院。12月24日，於「日向聖誕2020 ～鬼屋飯店跟22人的聖誕老人～」正式回歸。
2021年6月27日，由松田與富田鈴花组成的組合「花醬s」（花ちゃんズ）的吉他彈唱直播&訪談节目《MTV ACOUSTIC FLOWERS -Until Full Bloom “Bell & Like”-》在MTV播出。此活動原定於2020年3月3日以演奏會形式舉行，但由于新冠肺炎疫情导致活动延期，最终以無觀眾的形式进行。10月2日，首個冠名廣播節目《日向戀presents 日向坂46松田好花的日向坂高校放送部》開始播出。
2023年3月21日，開設個人Instagram帳號。7月26日發行的日向坂46第10張單曲《Am I ready?》中，首次獲選前列選拔成員。10月29日，由松田擔任主持人的廣播節目《日向坂46·松田好花的All Night Nippon 0(ZERO)》開始播出。11月8日發行日向坂46第2張專輯《脈動的感情》的收錄曲《自動販賣機和主體性》（自販機と主体性）中首次擔任歌曲的Center。
2024年4月4日，《日向坂46・松田好花的All Night Nippon 0(ZERO)》更動時段及名稱為《日向坂46·松田好花的All Night Nippon X(Cross)》開始播出。5月28日，發行首本個人寫真集《轉身》（振り向いて），於加拿大拍攝。以5萬銷量取得Oricon公信榜書籍週榜寫真集和綜合部門第1位。

## 人物
暱稱為Konoka（このか）、Kono（この）、Kono-chan（このちゃん）。
尊敬的人物是乃木坂46的齋藤飛鳥。
有強烈的好奇心，多才多藝。她參觀了姐姐正在學習的古典芭蕾舞教室後很感興趣，從三歲到她加入這個團體，芭蕾舞就是她生活的一部分。國中的時候去看朋友的踢踏舞舞蹈會，開始跳踢踏舞國中時，她的社團活動是太鼓。學吉他出於一個簡單的動機，“彈吉他會很酷”，在高中時負責樂團的吉他。發現了偶像的魅力，並參加了乃木坂46和櫸坂46的握手會。
與搞笑二人組心動露營成員、身兼放送作家身份的佐藤滿春關係密切，並認其為師父般的存在。

### 專長
吉他、太鼓、踢踏舞、經典芭蕾、印度舞。

## 演唱歌曲
標註「★」符號者，表示該首歌曲有拍攝MV。

### 單曲選拔樂曲
日向坂46
|      | 發行日期       | 單曲名稱              | 參與歌曲名稱              | 名義            | 收錄於 | MV | 備註  |
| ---- | -------------- | --------------------- | ------------------------- | --------------- | ------ | -- | ----- |
| 1st  | 2019年03月27日 | 心動了                | 心動了                    |                 | 全版本 | ★  | A面曲 |
| 1st  | 2019年03月27日 | 心動了                | JOYFUL LOVE               |                 | 全版本 | ★  |       |
| 1st  | 2019年03月27日 | 心動了                | 悸動草                    |                 | Type-C | ★  |       |
| 1st  | 2019年03月27日 | 心動了                | 如果沉默是愛              | （2期生）       | 通常盤 |    |       |
| 2nd  | 2019年07月17日 | Do Re Mi Sol La Si Do | Do Re Mi Sol La Si Do     |                 | 全版本 | ★  | A面曲 |
| 2nd  | 2019年07月17日 | Do Re Mi Sol La Si Do | 狐狸                      |                 | 全版本 | ★  |       |
| 2nd  | 2019年07月17日 | Do Re Mi Sol La Si Do | Dash&Rush                 | （2期生&3期生） | 通常盤 |    |       |
| 3rd  | 2019年10月02日 | 如此喜歡你可以嗎？    | 如此喜歡你可以嗎？        |                 | 全版本 | ★  | A面曲 |
| 3rd  | 2019年10月02日 | 如此喜歡你可以嗎？    | 真正的時間                |                 | 全版本 | ★  |       |
| 3rd  | 2019年10月02日 | 如此喜歡你可以嗎？    | 不會吧 偶然…              | 花醬s           | Type-A |    |       |
| 3rd  | 2019年10月02日 | 如此喜歡你可以嗎？    | 川流不止息                |                 | 通常盤 |    |       |
| 4th  | 2020年02月19日 | 才沒這回事呢          | 才沒這回事呢              |                 | 全版本 | ★  | A面曲 |
| 4th  | 2020年02月19日 | 才沒這回事呢          | 青春之馬                  |                 | 全版本 | ★  |       |
| 4th  | 2020年02月19日 | 才沒這回事呢          | 為什麼                    | FACTORY         | Type-C | ★  |       |
| 4th  | 2020年02月19日 | 才沒這回事呢          | 我能為你做些什麼呢        | （2期生&3期生） | 通常盤 |    |       |
| 5th  | 2021年05月26日 | 只有你最強            | 只有你最強                |                 | 全版本 | ★  | A面曲 |
| 5th  | 2021年05月26日 | 只有你最強            | 聲音的足跡                |                 | 全版本 | ★  |       |
| 5th  | 2021年05月26日 | 只有你最強            | 世界充滿了Thank you!      | （2期生）       | Type-D | ★  |       |
| 5th  | 2021年05月26日 | 只有你最強            | 巨大的夢想壓垮了我        |                 | 通常盤 |    |       |
| 6th  | 2021年10月27日 | 話說                  | 話說                      |                 | 全版本 | ★  | A面曲 |
| 6th  | 2021年10月27日 | 話說                  | 無論多少次無論多少次      |                 | 全版本 | ★  |       |
| 6th  | 2021年10月27日 | 話說                  | 意想不到的雙虹            |                 | Type-A |    |       |
| 6th  | 2021年10月27日 | 話說                  | 傷停補時                  |                 | 通常盤 |    |       |
| 7th  | 2021年06月01日 | 我這種人              | 我這種人                  |                 | 全版本 | ★  | A面曲 |
| 7th  | 2021年06月01日 | 我這種人              | 飛機雲的形成理由          |                 | 全版本 | ★  |       |
| 7th  | 2021年06月01日 | 我這種人              | 戀愛中的魚在空中飛翔      | （2期生）       | Type-D | ★  |       |
| 7th  | 2021年06月01日 | 我這種人              | 不知不覺被愛著            |                 | 通常盤 |    |       |
| 8th  | 2022年10月26日 | 星月共舞的Midnight    | 星月共舞的Midnight        |                 | 全版本 | ★  | A面曲 |
| 8th  | 2022年10月26日 | 星月共舞的Midnight    | HEY！OHISAMA！            |                 | 全版本 |    |       |
| 8th  | 2022年10月26日 | 星月共舞的Midnight    | 10秒天使                  |                 | Type-B | ★  |       |
| 8th  | 2022年10月26日 | 星月共舞的Midnight    | 一生一次的夏天            |                 | 通常盤 |    |       |
| 9th  | 2023年04月19日 | One choice            | One choice                |                 | 全版本 | ★  | A面曲 |
| 9th  | 2023年04月19日 | One choice            | 戀愛逃之夭夭              |                 | 全版本 | ★  |       |
| 9th  | 2023年04月19日 | One choice            | You're in my way          | （2期生）       | Type-B |    |       |
| 9th  | 2023年04月19日 | One choice            | 朋友啊 是夜空中第一顆星星 |                 | 通常盤 | ★  |       |
| 10th | 2023年07月26日 | Am I ready?           | Am I ready?               |                 | 全版本 | ★  | A面曲 |
| 10th | 2023年07月26日 | Am I ready?           | 接觸與感情                |                 | Type-A |    |       |
| 10th | 2023年07月26日 | Am I ready?           | 你會倒立嗎？              | （2期生）       | Type-C |    |       |
| 10th | 2023年07月26日 | Am I ready?           | 玻璃窗髒了                |                 | 通常盤 | ★  |       |
| 11th | 2024年05月08日 | 你是蜜瓜              | 你是蜜瓜                  |                 | 全版本 | ★  | A面曲 |
| 11th | 2024年05月08日 | 你是蜜瓜              | 緊隨我後                  |                 | 通常盤 | ★  |       |
| 12th | 2024年09月18日 | 絕對第六感            | 絕對第六感                |                 | 全版本 | ★  | A面曲 |
| 12th | 2024年09月18日 | 絕對第六感            | 永遠的蘇菲亞              |                 | Type-A |    |       |
| 13th | 2025年01月29日 | 只有畢業照才知道      | 只有畢業照才知道          |                 | 全版本 | ★  | A面曲 |
| 13th | 2025年01月29日 | 只有畢業照才知道      | 孤獨的人們啊              |                 | Type-A |    |       |
| 13th | 2025年01月29日 | 只有畢業照才知道      | 等待43年的可樂餅          |                 | Type-C |    |       |
| 14th | 2025年05月21日 | Love yourself!        | Love yourself!            |                 | 全版本 | ★  | A面曲 |
| 14th | 2025年05月21日 | Love yourself!        | You are forever           |                 | Type-A |    |       |
| 14th | 2025年05月21日 | Love yourself!        | 海風與任性                |                 | 通常盤 | ★  |       |

平假名櫸坂46
| 發行日期        | 歌名                 | 名義                | 收錄於                     | MV | 備註 |
| --------------- | -------------------- | ------------------- | -------------------------- | -- | ---- |
| 2017年010月25日 | NO WAR in the future | 平假名櫸坂46        | 櫸坂46《就算風吹》Type-B   |    |      |
| 2018年03月07日  | 一半的記憶           | 平假名櫸坂46第2期生 | 櫸坂46《打破玻璃！》通常盤 |    |      |
| 2018年08月15日  | 快樂氛圍             | 平假名櫸坂46        | 櫸坂46《矛盾心理》Type-B   | ★  |      |
| 2019年02月27日  | 想對你說的話         | 平假名櫸坂46        | 櫸坂46《黑羊》全版本       | ★  |      |
| 2019年02月27日  | 擁抱你               | 平假名櫸坂46        | 櫸坂46《黑羊》Type-B       |    |      |

### 專輯選拔樂曲
日向坂46
|     | 發行日期       | 專輯名稱   | 參與歌曲名稱              | 名義 | 收錄於 | 備註   |
| --- | -------------- | ---------- | ------------------------- | ---- | ------ | ------ |
| 1st | 2020年09月23日 | HINATAZAKA | 心機小可愛                |      | 全版本 | ★      |
| 1st | 2020年09月23日 | HINATAZAKA | 跳得比誰都還高！2020      |      | Type-A |        |
| 1st | 2020年09月23日 | HINATAZAKA | 日向坂                    |      | Type-A |        |
| 1st | 2020年09月23日 | HINATAZAKA | NO WAR in the future 2020 |      | Type-B |        |
| 1st | 2020年09月23日 | HINATAZAKA | 不顧一切地                |      | Type-B |        |
| 1st | 2020年09月23日 | HINATAZAKA | My fans                   |      | Type-B |        |
| 1st | 2020年09月23日 | HINATAZAKA | 約定之卵 2020             |      | 通常盤 |        |
| 2nd | 2023年11月08日 | 脈動的感情 | 你從零變為一吧            |      | 全版本 | ★      |
| 2nd | 2023年11月08日 | 脈動的感情 | 自動販賣機和主體性        |      | Type-B | Center |

平假名櫸坂46
|     | 發行日期       | 專輯名稱   | 參與歌曲名稱         | 名義      | 收錄於 | 備註                     |
| --- | -------------- | ---------- | -------------------- | --------- | ------ | ------------------------ |
| 1st | 2018年06月20日 | 起跑的瞬間 | 沒有期待的自己       |           | 全版本 | ★                        |
| 1st | 2018年06月20日 | 起跑的瞬間 | 仙女棒燒盡之前       |           | Type-A | 與富田鈴花、金村美玖合唱 |
| 1st | 2018年06月20日 | 起跑的瞬間 | 不成熟的憤怒         | （2期生） | Type-A |                          |
| 1st | 2018年06月20日 | 起跑的瞬間 | 約定之卵             |           | Type-A |                          |
| 1st | 2018年06月20日 | 起跑的瞬間 | 衝往最前排           | （2期生） | Type-B |                          |
| 1st | 2018年06月20日 | 起跑的瞬間 | 像車輪摩擦般哭泣的你 |           | Type-B |                          |
| 1st | 2018年06月20日 | 起跑的瞬間 | 平假名的戀愛         |           | 通常盤 |                          |

## 演出

### 電視劇
- DASADA系列（日本電視台）：飾演 小直（おちょこ）[42]
  - DASADA（2020年1月16日－3月19日）[43]
  - DASADA ～迎向未來的倒數計時～（2020年7月2日－9月10日）[44]
- 聲春！（2021年4月29日－7月1日，日本電視台）：飾演 MARIRIN（まりりん）[45]

### 電視節目
- いつでもどこでも高校講座2019（2019年3月25日、4月5日，NHK教育頻道）[13]
- 高中講座「社会と情報」（2019年4月18日－2020年2月20日，NHK教育頻道）- 常規來賓[13][46][47]
- Love it!（2021年8月2日－9月20日，TBS電視台）- 週一常規來賓[48]
- CHOTeN～這個星期，預想誰？～（2021年10月2日－2022年9月24日，東京電視台）- 常規出演[49]
- THE TIME,（2022年10月4日－2025年3月25日，TBS電視台）- 週二常規成員[50][51]
- 春日Location（2023年9月14日－，Hulu）[52]
- 放送作家松田好花（2024年8月10日，東京電視台）[53]

### 廣播節目
- 日向戀呈獻 日向坂46松田好花的日向坂高校放送部（日语：ひなこい presents 日向坂46松田好花の日向坂高校放送部）（2021年10月2日－2023年9月30日，日本放送）[54]
- 日向坂46·松田好花的All Night Nippon X(Cross)（日语：日向坂46・松田好花のオールナイトニッポンシリーズ）（2023年4月20日[55][56]；2024年4月4日－[57]，日本放送）
- 日向坂46·松田好花的All Night Nippon 0(ZERO)（日语：日向坂46・松田好花のオールナイトニッポンシリーズ）（2023年10月28日－2024年3月30日，每月最終週六深夜播出，日本放送）[58][59]

### 舞台劇
- AYUMI（2018年4月20日－5月6日，AiiA 2.5 Theater Tokyo）- 口琴隊[60]
- 七色鸚哥（2018年10月4日 - 8日，東京AiiA劇場）：飾演 千里萬里子（女主角）[61][62]
- 殘美〜Theater's end〜（2019年2月7日－17日，天王洲 銀河劇場）：飾演 未來（TEAM YELLOW）[63]

### 活動
- 殘美 THE ROOM 最後的選擇（2019年7月31日－8月11日，澀谷HIKARIE）[64]
- DAZN 亞足聯亞洲區預選賽（2021年9月2日－2022年3月29日）- 應援大使[65]

## 書籍

### 寫真集
- 轉身（；2024年5月28日，講談社）[66][67]

## 外部鏈結
- 日向坂46個人介紹頁（日語）
- 松田好花 官方部落格  - 日向坂46官方網站（2017年12月8日－）（日語）
- 松田好花的Instagram帳戶（2023年3月21日－）（日語）
- 日向坂46松田好花1st写真集《轉身》【公式】的X（前Twitter）（日語）
- 松田 好花（日向坂46）的SHOWROOM專頁（日語）